# Château de Serednikovo
Le château de Serednikovo (en russe : усадьба Середниково, oussad'ba Serednikovo) est un château néoclassique situé dans le raïon de Solnetchnogorsk, à 31 km au nord-ouest du centre de Moscou.

## Historique
Au XVIIe siècle, le domaine appartient au stolnik Nikita Tcherkasski et reste dans cette famille princière pendant cent cinquante ans. Il appartient ensuite au sénateur Vsevolod Alexeïevitch Vsevolojski entre 1775 et 1796 ; c'est lui qui fait construire le château actuel. Son frère Serge le vend en 1811 au colonel Athanase Nesterov qui le vend deux ans plus tard au comte Grigori Saltykov. Il est encore vendu en 1825 à Dimitri Alexeïevitch Stolypine, frère de la grand-mère de Lermontov qui fut élevé par cette dernière. Le poète y a passé tous ses étés de 1829 à 1832. Il traduisit, composa des poèmes et s'adonna à la lecture dans ce domaine.
Après la mort de Stolypine en 1855, son fils Arcady en hérita. Le fils de ce dernier, le futur Premier ministre Pierre Stolypine, y passa les années 1860. Arcady Dimitrievitch vendit son château et ses terres à un marchand de la première guilde du nom de Firsanov pour 75 000 roubles en 1869. Ivan Firsanov récupéra cette somme en vendant la forêt alentour, puis vendit le mobilier et les œuvres d'art pour 45 000 roubles. Sa fille Vera Ivanovna (1862-1934), mécène moscovite fameuse, en hérita ensuite. On y fait élever un obélisque à la mémoire de Lermontov en 1914.
Le domaine fut nationalisé après la révolution de 1917. Lénine s'y reposa en 1919, et l'on ouvrit par la suite une maison de convalescence pour personnes souffrant de maladies nerveuses, et en 1946 un sanatorium de tuberculeux.
Le château est un bel exemple de néoclassicisme russe et consiste en un corps de logis surmonté d'un belvédère relié par une colonnade dorique en demi-cercle à deux pavillons d'angle à étage de chaque côté. La cour d'honneur est fermée par une petite grille basse avec des piliers, faisant face au corps de logis.
On trouve aussi dans le parc paysager, orné d'un étang, une orangerie, un bâtiment de ferme, un manège et une chapelle dédiée à saint Alexis. 

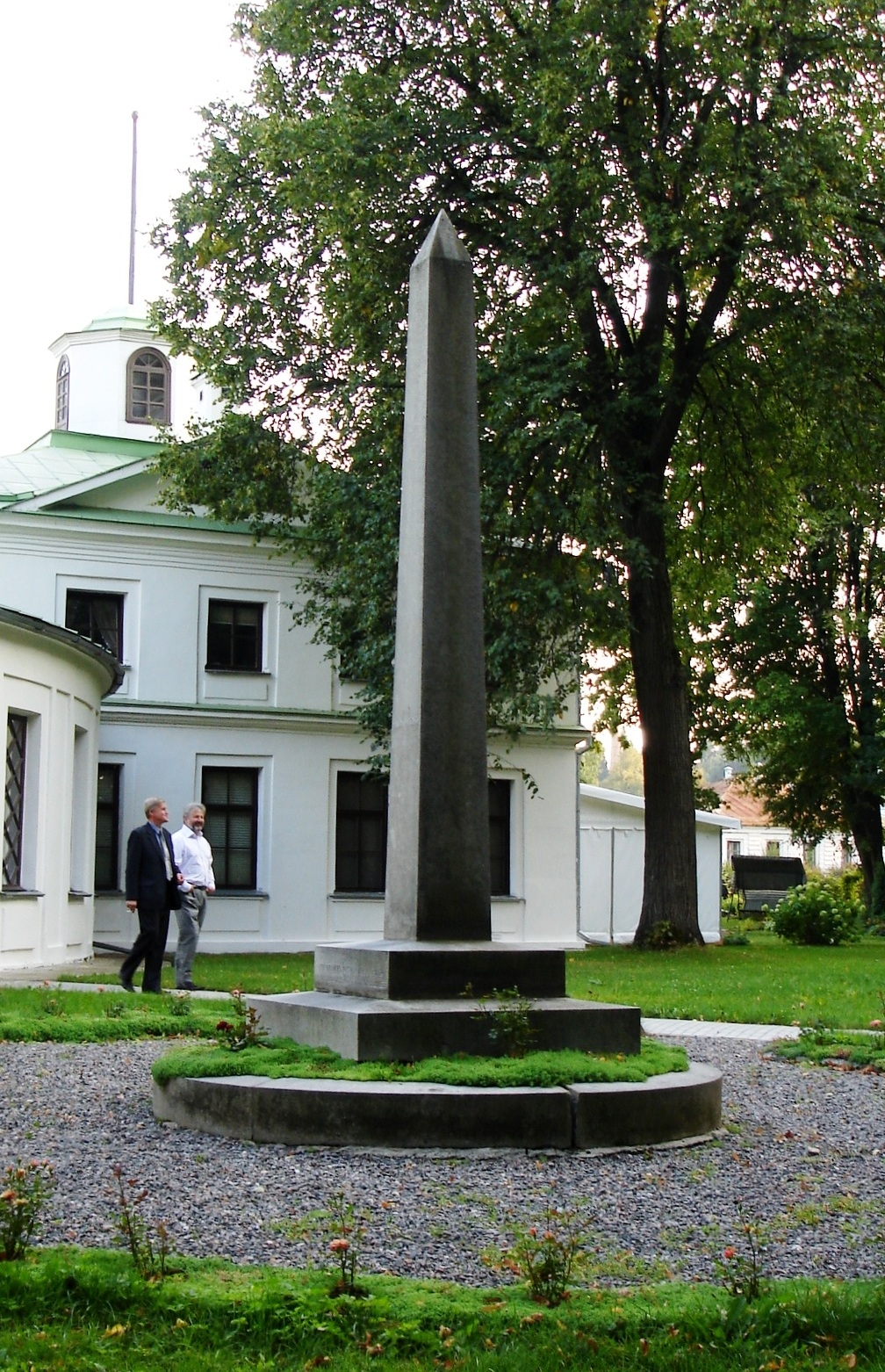
Obélisque élevé à la mémoire de Lermontov en 1914

Le domaine est loué aujourd'hui à une association, chargée de conserver la mémoire du poète Lermontov, qui restaure le château et organise des expositions. Des salons peuvent être loués pour des séminaires et des réceptions.